# Sollicciano
Sollicciano è un quartiere della periferia ovest di Firenze, noto soprattutto per la presenza del carcere giudiziario omonimo, che ha sostituito il vecchio carcere delle Murate in via Ghibellina, nel centro storico della città.
Il territorio confina a sud con la frazione di Casellina nel Comune di Scandicci, ad est il fiume Greve ne segna il limite con San Lorenzo a Greve e la Casella, a nord è adiacente ad Ugnano e Mantignano mentre ad ovest si trovano le zone di Borgo ai Fossi, la Pieve e Badia a Settimo appartenenti al Comune di Scandicci.
A giudicare dalle preesistenze, è storicamente una regione dedita all'agricoltura da tempi immemorabili. Infatti tutt'oggi è ancora leggibile, seguendo il corso delle strade e dei fossi, la suddivisione dei territori secondo la centuriazione romana.
L'edilizia storica è quindi tipica delle zone rurali, perciò si tratta di casolari sparsi o piccoli borghi agricoli (per esempio via di Pontignale) che in epoca medievale avevano come punto di riferimento una pieve che in questo caso è la Chiesa di San Pietro.
Oltre al carcere questa zona è segnata anche da grandi infrastrutture viarie; infatti, il passaggio dell'autostrada del sole e della Strada di grande comunicazione Firenze-Pisa-Livorno con i relativi svincoli e caselli, occupano grandi aree e tagliano il territorio.
Il risultato è che ci troviamo di fronte ad una zona priva di unità in quanto queste strade formano vere e proprie barriere e per questo motivo ha uno scarso fascino dal punto di vista dello sviluppo urbanistico.
Pertanto, se da un lato le incombenti presenze infrastrutturali mettono in crisi e cancellano parte dell'identità storica del luogo, da un altro lato riescono a preservarla perché evitano che lo sviluppo edilizio saturi il territorio  e di conseguenza non si vengono a creare le situazioni tipiche dell'indiscriminata espansione urbana, in cui palazzi di nuova generazione attorniano le case coloniche decontestualizzandole privandole dei loro agri (a Firenze il quartiere di Novoli ne è l'esempio più eclatante).